# مارك براون
مارك براون (بالإنجليزية: Mark Brown)‏ (و. 1981  م) هو لاعب كرة قدم، من المملكة المتحدة، يلعب كحارس مرمى.

## روابط خارجية
- مارك براون على موقع قاعدة بيانات كرة القدم.إي يو (الإنجليزية)
- مارك براون على موقع Soccerbase.com (لاعب) (الإنجليزية)